# Blackfoot Sue
Blackfoot Sue war eine britische Rockband, die 1972 unter diesem Namen bekannt wurde, tatsächlich aber in gleicher Besetzung schon seit 1966/1967 als Gift auftrat.

## Geschichte
Die Zwillingsbrüder Tom (Bass, Gesang) und David Farmer (Schlagzeug) sowie Eddie Golga (Gitarre) spielten in ihrer Heimatstadt Birmingham schon während ihrer Schulzeit zusammen und komplettierten ihre Band „Gift“ 1966/1967 mit dem Gitarristen Alan Jones. Anfang der 1970er Jahre gingen die vier nach London, wo sie für die im März 1971 ausgestrahlte BBC Kindersendung What Kind of Life? den Song Celestial Plain schrieben und dort als Gruppe auch selbst mitwirkten. Zu dieser Zeit wohnten sie zusammen in einem Haus im Londoner Stadtteil Brentford und tourten eifrig durchs ganze Land um so nach und nach ihre finanzielle Situation zu verbessern. Zu ihrem Hausstand gehörte auch eine Katze namens „Blackfoot“.
Für einen selbstgebuchten Gig traten sie unter dem Pseudonym „Blackfoot Sioux“ auf. Ihr Songrepertoire bestand bisher in erster Linie aus Coverversionen und Rock ’n’ Roll Standards, bei diesem Auftritt spielten sie jedoch selbstgeschriebene Lieder und ausgewählte Cover von Songs wie My White Bicycle von der Gruppe Tomorrow, das sie allerdings mit neuem Text in My Right Testicle umbenannten. Bei einem anderen Auftritt spielte die Gruppe, die sich offiziell immer noch „Gift“ nannte, auch ihre neue Komposition Standing in the Road. Der Produzent Noel Walker wurde daraufhin auf die Band aufmerksam und verschaffte ihnen schließlich einen Plattenvertrag beim Musikverlag Dick James Music (DJM) unter dem neuen Bandnamen Blackfoot Sue.
Im Juni 1972 erschien Standing in the Road als ihre erste Single, ein Perkussion-dominierter, stampfender Partyrocker mit eingängigem Gitarrenriff, der sich langsam zum europaweiten Überraschungshit entwickelte. Am 16. September erreichte der Song Platz 4 in Großbritannien und auch im restlichen Europa und in Australien war der Song erfolgreich. Zuvor war Blackfoot Sue zweimal in der britischen Sendung Top of the Pops zu sehen. Im deutschen Fernsehen war die Gruppe im November Gast bei Ilja Richters Disco 72. Die Nachfolgesingles Sing Don’t Speak und Get It All to Me konnten den Hitparadenerfolg allerdings nicht wiederholen, weshalb Blackfoot Sue oft als One-Hit-Wonder angesehen wird.
Vielfach wurde die Gruppe aufgrund ihrer Singleveröffentlichungen dem Glam Rock zugeordnet. Die langhaarigen Musiker, die oft in Latzhosen und Plateauschuhen auftraten, aber ein weniger glamouröses Image als zum Beispiel Slade oder The Sweet hatten, versuchten 1973 mit dem Lied Glittery Obituary und dem Album Nothing to Hide diesem Ruf entgegenzuwirken. Die Aufnahmen für ein zweites Album (Strangers, 1974) wurden mangels Erfolgs nicht veröffentlicht. Lediglich einige Singles kamen bis Anfang 1975 noch auf den Markt und 1977 beendeten die vier Musiker schließlich ihr Bandprojekt Blackfoot Sue.
Als Studiogruppe „Liner“ brachten die vier Musiker 1979 ein gleichnamiges Album auf Atlantic Records heraus. Produziert wurde die LP von Arif Mardin. In den 1980er Jahren legten sie sich – ohne Alan Jones – erneut einen neuen Namen zu: Outside Edge. Vierter Mann war Peter Giles (Keyboard, Gesang).

## Diskografie

### Blackfoot Sue

#### LPs / CDs
- Nothing to Hide – DJM 1973, Repertoire 1995
- Strangers – Import 1977, Repertoire 1995 (Aufnahmen 1974)
- Gun Running (unveröffentlicht, Aufnahmen 1975)
- Talk Radio – BUD 1995
- The Best of Blackfoot Sue – Connoisseur Collection 1996
- Red on Blue – HTD 1998 (ein neuer Titel, sonst wie Talk Radio)

#### Singles
- Standing in the Road / Celestial Plain – DJM 1972
- Sing Don’t Speak / 2 B Free – DJM 1972
- Summer / Glittery Obituary – DJM 1973
- Get It All to Me / My Oh My – DJM 1973
- Bye Bye Birmingham / My Oh My – DJM 1974
- You Need Love / Tobago Rose – DJM 1974 (UK)
- Moonshine / Corrie – DJM 1975 (UK)

### Als Liner
- Liner – Atlantic/Atco 1979

### Als Outside Edge
- Outside Edge – WEA 1984 (nur Frankreich)
- Running Hot – Virgin 1986
- In Concert – AOR 1986 (Bootleg, Japan)
- More Edge – Virgin 2000 (Aufnahmen 1987; nur Schweden)